# Trens SK
Die Trens SK, a.s. (Eigenschreibweise TRENS SK) ist ein Werkzeugmaschinenhersteller mit Sitz in Trenčín in der Slowakei.

## Tätigkeit
In seiner Geschichte hat sich das Unternehmen auf das „Engineering“ konzentriert, wobei der Schwerpunkt auf der Konstruktion und Fertigung von Werkzeugmaschinen liegt, die unter der Marke „TOS“ verkauft werden. Nach Eigenangaben exportiert das Unternehmen bis zu 95 % seiner Produktion von Universal-Drehmaschinen und CNC-Drehmaschinen in 80 Länder und ist der größte Werkzeugmaschinenhersteller in der Slowakei. Das Unternehmen bietet seinen Kunden auch Service, Wartung, Technologievorbereitung und Bedienerschulungen. Mit etwa 244 Mitarbeitern wurde 2019 ein Umsatz von rund 13 Millionen Euro erzielt.

## Geschichte
Im Jahr 1937 beschloss das tschechoslowakische Unternehmen Walter, die Produktion von Flugzeugmotoren in den slowakischen Landesteil zu verlagern. In den folgenden Jahren veränderte sich das Profil des ausgelagerten Unternehmensteils von Wartungsarbeiten und der Produktion von Maschinen und Geräten der Agrar- und Lebensmittelindustrie hin zur Produktion von Flugzeugmotoren (im Zweiten Weltkrieg für die deutsche Argus Motoren Gesellschaft) und Werkzeugmaschinen. In den Jahren 1951 bis 1952 begann die Produktion von Universal-Drehmaschinen. Seit dieser Zeit konzentriert sich das Unternehmen auf die Herstellung von Werkzeugmaschinen. Ein Wachstum der Werkzeugmaschinenproduktion wurde seit 1962 verzeichnet, als eine eigene Forschungs- und Entwicklungsabteilung für Werkzeugmaschinen eingerichtet wurde. 
In den Jahren 1963 bis 1998 firmierte das Unternehmen unter dem Namen TOS Trenčín. Bis 1989 war das Unternehmen Teil des tschechoslowakischen Maschinenbaukombinats Továrne strojárskej techniky und beschäftigte noch 1986 4764 Mitarbeiter. Mit der Samtenen Revolution 1989 wurde TOS Trenčín noch im selben Jahr aus dem Kombinat ausgegliedert, verblieb jedoch vorerst im Staatsbesitz. Im Jahr 1992 wurde TOS Trenčín privatisiert und in eine Aktiengesellschaft umgewandelt. Nach einem Eigentümerwechsel wurde im Jahr 1998 eine Umfirmierung zu Trens Trenčín beschlossen. Seit 2012 firmiert das Unternehmen als Trens SK, a.s.
Im Jahr 2020 nahm Trens SK weiterhin eine wichtige Rolle im slowakischen Maschinenbau ein, beschäftigte im Vergleich zu früheren Zeiten jedoch nur noch einen Bruchteil der Belegschaft. Die Zahl der Arbeitnehmer die ehemals über 4700 lag schrumpfte schon kurz nach der Privatisierung des Unternehmens in den 1990er Jahren auf knapp 2700 zusammen. Im Geschäftsjahr 2019 sorgten nur noch 244 Mitarbeiter für einen Umsatz von 12,9 Millionen Euro.